# Waterbury Center
Waterbury Center es un lugar designado por el censo ubicado en el condado de Washington en el estado estadounidense de Vermont. En el Censo de 2020 tenía una población de 390 habitantes y una densidad poblacional de 348,21 habitantes por km². Fue incluido como CDP en el censo de 2020.

## Geografía
Waterbury Center se encuentra ubicado en las coordenadas 44°22′36″N 72°43′08″O / 44.37667, -72.71889. Según la Oficina del Censo de los Estados Unidos,  tiene una superficie total de 1,12 km², todos correspondientes a tierra firme.